# Mayerlis Angarita
Mayerlis Angarita Robles, cap visible de la Xarxa de Dones Narrar per viure i actual candidata de l'ASI a l'alcaldia de San Juan Nepomuceno, és una líder de víctimes de les Muntanyes de Maria.És una activista dels drets humans, ha treballat per a dones a les víctimes del conflicte i ha fundat una organització anomenada Narrate to Live. Treballa estretament amb ONU Dones. Després que la seva mare va desaparèixer en el conflicte civil de Colòmbia, el seu pare es va exiliar.

## Vida
Va néixer cap a l'any 1980 a San Juan Nepomuceno, a la recuperació Bolívar de Colòmbia. Des de petita, va prendre les seves pròpies opinions. Es va tallar els cabells a l'edat de cinc anys per poder tenir els cabells com ella volia: als cinc anys es tallava ella mateixa els cabells perquè volia fer-los curts; jugava a futbol i, contràriament al desig del seu pare, que sempre va voler que estudiés per ser secretària, sempre va somiar amb ser advocada. Quan tenia quinze anys, el seu oncle va ser assassinat i la seva mare, Gloria Robles Sanguino, "va desaparèixer".

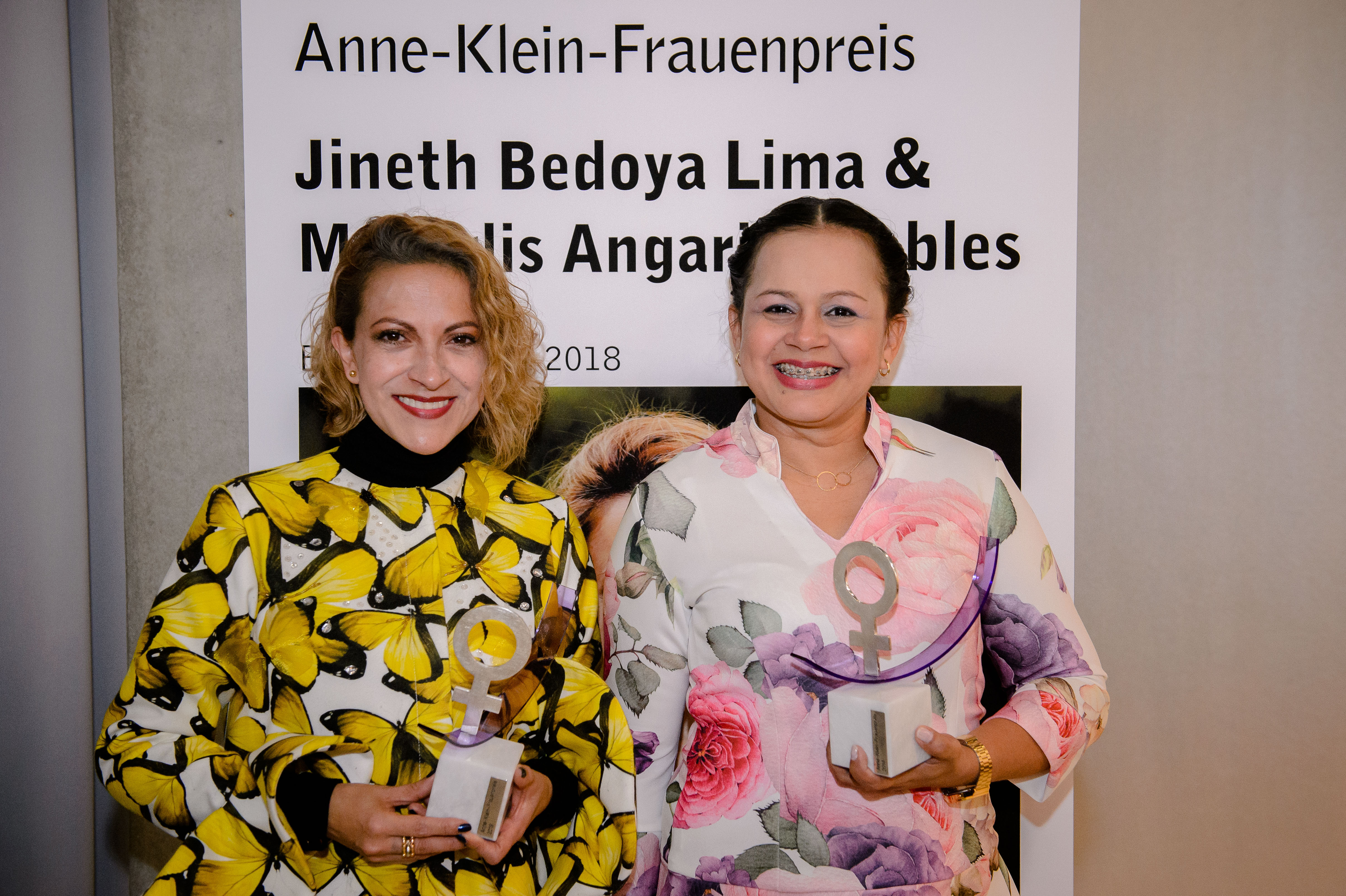
Angarita i Jineth Bedoya Lima als premis Anne Klein.

Va crear l'organització Narrar para Vivir (Narrar per viure) el 26 de març de 2000. Es va traslladar a fer-ho un mes després de veure les conseqüències de la massacre de Macayepo . Des d'aleshores, les dones de l'organització han estat agredides desenes de vegades i va ser atacada tres vegades fins al 2018.
El 2018 va ser guardonada amb el premi Anne Klein de la dona. Va guanyar el premi juntament amb Jineth Bedoya Lima, que també és colombiana. No treballen junts, però tots dos estaven preocupats per la difícil situació de les dones i les nenes durant el conflicte.
En el Dia Internacional de la Dona (8 de març) l'any 2021, Mayerlis Angarita va rebre el Premi Internacional Dones de Coratge del secretari d'Estat dels Estats Units, Tony Blinken. La cerimònia va ser virtual a causa de la pandèmia COVID-19 en curs i va incloure un discurs de la primera dama, la doctora Jill Biden. Després de la cerimònia de lliurament del premi, tots els catorze guardonats van poder participar en un intercanvi virtual com a part d'un programa de lideratge de visitants internacionals. Inusualment, altres set dones van ser incloses als premis que havien mort a l'Afganistan.